# Кастинг (фільм, 2012)
«Кастинг» — кінофільм режисера Тома Донахью, що вийшов на екрани в 2012 році.

## Зміст
Кому зобов'язані своєю щасливою долею зірки Голлівуду Рорберт де Ніро, Аль Пачіно, Джон Траволта та десятки інших? Сьогодні ця унікальна професія відійшла на другий план, але ще зовсім недавно саме «директор з кастингу» міг вирішити долю фільму, знайшовши єдиного ідеального виконавця на ключову роль. Голлівуд знає імена легендарних кастинг-директорів, які буквально запалювали зірки і змушували їх горіти сліпучим світлом. Про цих таємних майстрах екрану та їх знаменитих підопічних - цей фільм.

## Ролі
| Актор          | Роль |
| -------------- | ---- |
| Джефф Бріджес  | -    |
| Роберт Де Ніро | -    |
| Роберт Дювалл  | -    |
| Клінт Іствуд   | -    |
| Аль Пачіно     | -    |
| Роберт Редфорд | -    |
| Вуді Аллен     | -    |
| Річард Дрейфус | -    |
| Денні Гловер   | -    |
| Даян Лейн      | -    |

## Знімальна група
- Режисер — Том Донахью
- Продюсер — Ілан Арболеда, Джоенна Колбер, Том Донахью
- Композитор — Лі Робертс